# ＃ババババンビのババババースデー〜ずっこけ0周年記念〜
#ババババンビのババババースデー〜ずっこけ0周年記念〜（ババババンビのババババースデー ずっこけれいしゅうねんきねん）は、2020年（令和2年）3月27日に東京都渋谷区のライブハウス・Veats Shibuya（ビーツ・シブヤ）で開催される予定だった、女性アイドルグループ・＃ババババンビによるライブ・イベントである。このイベントは新型コロナウイルス感染症流行の影響で開催中止となり、代替となる無観客でのオンラインによる生配信ライブも行われなかった。

## 背景
2015年（平成27年）8月に設立された芸能事務所・ゼロイチファミリア（01familia）は、『ミスFLASH2016』グランプリの川崎あやを皮切りに、アンジェラ芽衣、林ゆめ、十味、桃月なしこ等のグラビアアイドルを次々と世に送り出し、所属者のキャラクターから“日本一根暗なアベンジャーズ”と呼ばれる程の飛躍的な成長を遂げた。そのゼロイチファミリアが設立5年目にして立ち上げた初のアイドルグループが『#ババババンビ』である。
2019年11月、プロデューサーの呼びかけで池田メルダと岸みゆの2人が意気投合したのが当グループ誕生のきっかけ。その後奈良県から上京したばかりの小鳥遊るいと、研究生としてゼロイチファミリアに参加した「名前はまだない。」（愛称：のなめ）、『九尾狐-QPICCO-』でのアイドル活動経験があり『ミスマガジン2019』落選後にゼロイチファミリアへ移籍した吉沢朱音を加えて2020年1月30日に#ババババンビが結成され、同月31日にデビューライブの開催概要が発表された。
同年2月15日、下北沢ラプソディーで行われたライブ・イベント『フクオカズ バレンタインSP』で、同じ福岡県出身の吉沢や本田夕歩と共演した水湊みおにスタッフが目を付け、同3月2日に水湊の正式加入が発表されたが、同月11日、「名前はまだない。」が体調不良で活動を辞退したことが報じられる。こうして#ババババンビは吉沢・岸・小鳥遊・池田・水湊の5人体制でデビューライブの本番に臨むこととなった。
なお、サブタイトルの『ずっこけ0周年記念』は、“0（ゼロ）からスタートする私たちの成長を見届けてほしい”という願いが込められている。

## 出演者・タイムテーブル
当公演は新進気鋭の事務所が手掛けるアイドルグループの誕生を祝う為のイベント形式となっており、かみやど、放課後プリンセス、夢みるアドレセンス、まねきケチャの4組がゲストとしてそれぞれ20分前後のライブ・パフォーマンスを行い、その後に#ババババンビがお披露目されるという構成となっていた。また同事務所の桃月なしこと、吉本興業所属のバンビーノ (お笑いコンビ)がMCとしてイベントを盛り上げる予定だった。
| 出演開始予定時刻 （JST） | 出演者・内容             |
| ------------------------ | ------------------------ |
| 18:00                    | かみやど                 |
| 18:25                    | 放課後プリンセス         |
| 18:50                    | 夢みるアドレセンス       |
| 19:15                    | まねきケチャ             |
| 19:50                    | #ババババンビ            |
| 20:20                    | 物販タイム～イベント終了 |

## 中止とその後
事前予約の先行販売によるチケットはわずか10分で完売し、一般販売も含めたチケット600枚は2週間前に完売。また3月17日には吉沢が作詞に参加した初のオリジナル曲「ばばばばんびずむ〜!!」のアニメーションMVが公開。メンバーも楽屋の入り方を習う等当日に向けて準備を進めてきたが、同年に入ってから蔓延し始めた新型コロナウイルス感染症の世界的な流行を受けた、政府による専門家会議と厚生労働省からの更なる自粛要請により、開催6日前となる同年3月21日に当イベントの開催中止が発表された。中止に関してメンバーとの協議は一切行っておらず、主催運営による総合的な判断で決定しており、「メンバーに対して本当に申し訳なく思っております」とプレスリリースで謝罪している。チケットの払い戻しは同年4月4日から18日までの予定だったが、緊急事態宣言により5月20日まで延長された。
その後予定されていた3月27日に会場のVeats Shibuyaでメディア向けの記者会見が行われ、吉沢朱音は「半年後にここ（Veats）でやりたい。1年後に赤坂BLITZでワンマンを、2年後には日本武道館に立ちたい。」と語っていた。
このイベントが中止となったことで、#ババババンビは“令和2年デビュー出来ないアイドル”という不名誉なキャッチコピーが付きまとったが、宇咲と近藤沙瑛子の加入で更なる進化を遂げた結果、2021年3月27日に同じVeats Shibuyaで『デビューライブやり直し #大馬鹿者祭 #ババババンビ の#ババババースデー vol.0 supported by B.L.T.』を開催。先述の吉沢の発言から半年遅れでVeatsでの単独公演を実現するに至った。なお、前日の26日には同会場で『デビューライブやり直し前夜祭ライブ「#馬馬馬馬鹿者祭! vol.0」ババババースデーイブ』も行われ、十味率いる＃2i2や先述のかみやどの他、クマリデパート、SOL、MyDearDarlin'もゲスト出演した。